# (36606) 2000 QL143
2000 QL143 (asteroide 36606) é um asteroide da cintura principal. Possui uma excentricidade de 0.09914140 e uma inclinação de 1.87001º.
Este asteroide foi descoberto no dia 31 de agosto de 2000 por LINEAR em Socorro.